# Belaja (affluente della Kama)

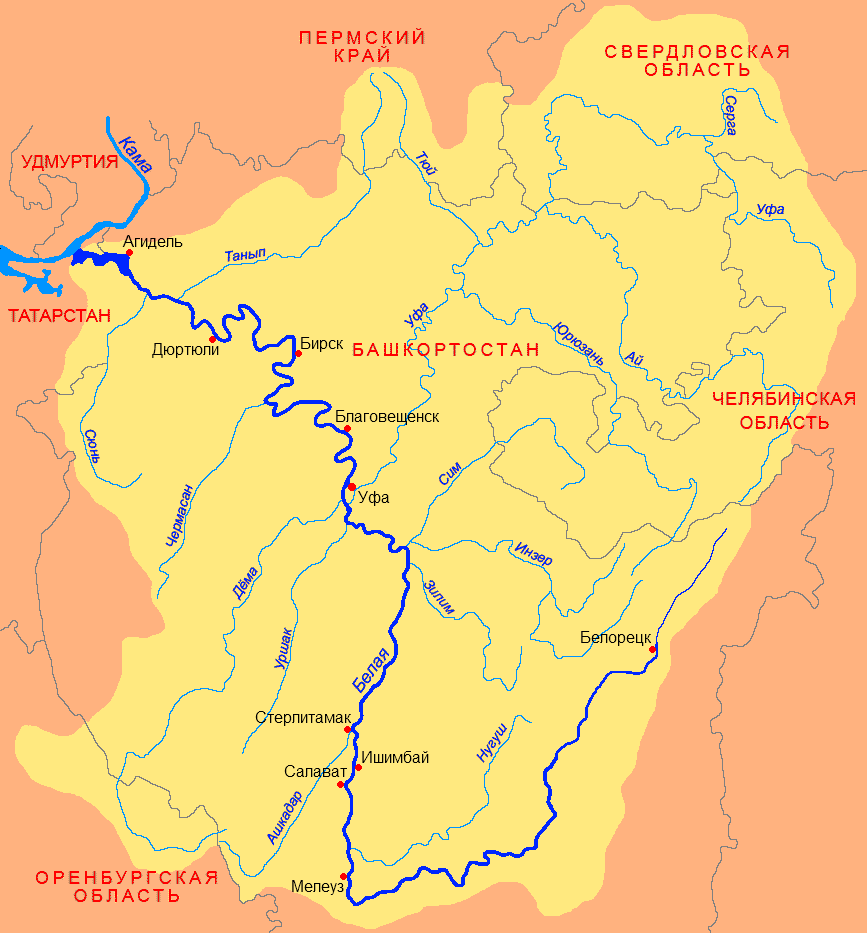
Bacino della Belaja

La Belaja è un fiume della Russia europea orientale (Baschiria e Tatarstan), affluente di destra della Kama. È noto ai tatari con il nome di Ağidel (Агыйдел) e ai baschiri con quello di Aghidhel (Ағиҙел); questi nomi, in queste due lingue, significano "Volga bianco", mentre il suo nome russo significa semplicemente "bianca" (dato che la parola "fiume", in russo, è femminile).
Nasce dal versante occidentale degli Urali meridionali dalle paludi a est del monte Iremel', scorrendo inizialmente con direzione sud-occidentale che diviene poi più decisamente occidentale; compie una decisa svolta presso la città di Kumertau, volgendo il suo corso verso nord mantenendo questa direzione media per alcune centinaia di chilometri fino alla grossa città di Ufa, dove riceve l'affluente omonimo. Dopo Ufa assume una direzione mediamente nord-occidentale, scorrendo con un corso zigzagante fino alla sua confluenza nella Kama (al confine fra le repubbliche autonome della Baschiria e del Tatarstan); l'ultimo tratto del fiume è interessato dalle acque del bacino di Nižnekamsk.
La Belaja costituisce il principale asse idrografico del territorio della Baschiria; fra i molti, i maggiori affluenti del fiume sono Nuguš, Sim, Ufa, Bir', Bystryj Tanyp da destra, Aškadar, Uršak, Dëma, Karmasan, Čermasan, Baza, Sjun' da sinistra.
Sorgono sulla Belaja la maggior parte delle grandi città della Repubblica: oltre alla capitale Ufa, si trovano sulle rive del fiume le città di Sterlitamak, Beloreck, Salavat, Kumertau, Meleuz, Išimbaj, Djurtjuli, Birsk, Blagoveščensk.
La Belaja è gelata, mediamente, dalla metà di novembre alla metà di aprile.